# 橘八重龍誠
橘八重 龍誠（きつばえ りゅうせい、2003年10月15日 - ）は、大阪府大阪市北区出身のプロ野球選手（内野手）。右投左打。

## 経歴
扇町小学校、天満中学校を卒業。小学5年生から野球を始め、中学時代は野球部に所属していたが、進学した昇陽高校に野球部がなく、ソフトボール部に所属していた。第76回国民体育大会のソフトボール少年男子の部の大阪府代表にも選出された。ソフトボールでのプレーを通じて、かつてプレーしていた野球への意欲が増していった。

### すながわリバーズ時代
高校卒業後は北海道ベースボールリーグに所属していたすながわリバーズに入団した。すながわリバーズでは1年目からキャプテンを務め、2022年シーズンは打率2位（.396）を記録し、2023年シーズンにはベストナイン（遊撃手）と本塁打王（3本）を獲得する活躍を見せた。

### くふうハヤテ時代
2023年12月7日、2024年シーズンから日本野球機構のウエスタン・リーグに新規参入するくふうハヤテベンチャーズ静岡（当時正式球団名未定）に入団することが発表された。背番号は7。2024年は55試合に出場し、打率.168、1本塁打、5打点の成績だった。10月31日、契約満了による退団が発表された。

### BCリーグ・埼玉時代
12月16日、ベースボール・チャレンジ・リーグ（ルートインBCリーグ）の埼玉武蔵ヒートベアーズに、トライアウトを経て練習生として入団したことが発表された。

## 詳細情報

### 背番号
- 1 （2022年 - 2023年）
- 7 （2024年）
- 55 （2025年 - ）